# Castilleja lutescens
Castilleja lutescens är en snyltrotsväxtart som först beskrevs av Jesse More Greenman, och fick sitt nu gällande namn av Per Axel Rydberg. Castilleja lutescens ingår i släktet målarborstar, och familjen snyltrotsväxter. Inga underarter finns listade i Catalogue of Life.